# Nuno Miguel Machado Silva Pereira
Nuno Miguel Machado Silva Pereira (sinh ngày 4 tháng 12 năm 1996) là một cầu thủ bóng đá người Bồ Đào Nha thi đấu cho Leixões S.C., ở vị trí thủ môn.

## Sự nghiệp bóng đá
Vào ngày 27 tháng 1 năm 2016, Pereira có màn ra mắt cho Leixões trong trận đấu tại Cúp Liên đoàn bóng đá Bồ Đào Nha 2015–16 trước Belenenses.